# Чемпионат Азии по ски-альпинизму
Чемпионат Азии по горнолыжному спорту проводится с 2007 года для спортсменов-
горнолыжников стран Азии.
Первый чемпионат был организован Японской ассоциацией альпинизма и была санкционирована
Международным Советом по горнолыжному спорту.
Через два года в Китае была создана Азиатская федерация горнолыжного спорта.
Она была официально признана Международной
федерацией горнолыжного спорта.
Третий чемпионат Азии проводился в 2012 году в Южной Корее.

## Чемпионаты Азии
|   | Год  | Место проведения | Страна           | Дата                |
| - | ---- | ---------------- | ---------------- | ------------------- |
| 1 | 2007 | Нагано           | Япония           | 31 марта - 1 апреля |
| 2 | 2009 | Гирин            | Китай            | 10 - 13 февраля     |
| 3 | 2012 | Сеул             | Республика Корея | 18 - 19 февраля     |